# Vodu (film)
Vodu is een documentairefilm uit 2024 van regisseur Eva van Weeghel. Op 11 november dat jaar wordt de film uitgezonden door AVROTROS op NPO 2 in het kader van 2Doc Kort.

## Inhoud
In deze film wordt Dzifa Kusenuh gevolgd die een reis naar Ghana maakt om meer te ontdekken van het Vodugeloof. 